# لارس-آندرس والگرن
 لارس-آندرس والگرن (انگلیسی: Lars-Anders Wahlgren؛ زادهٔ ۲۴ اوت ۱۹۶۶) یک تنیس‌باز اهل سوئد است. 